# Rafelbunyol/Rafelbuñol
Rafelbunyol/Rafelbuñol är en kommun i Spanien.   Den ligger i provinsen Província de València och regionen Valencia, i den östra delen av landet, 300 km öster om huvudstaden Madrid. Antalet invånare är 8 670.